# Фиш, Марди
Ма́рди Симпсон Фиш (англ. Mardy Simpson Fish; родился 9 декабря 1981 в Идайне, Миннесота, США) — американский теннисист.
- Серебряный призёр Олимпийских игр 2004 года в одиночном разряде.
- Победитель 14 турниров ATP (6 — в одиночном разряде).
- Полуфиналист Уимблдона-2009 в парном разряде.
- Финалист парного турнира Orange Bowl-1999.[2]

## Общая информация
Отец Марди Том теннисный тренер, Мать Салли домохозяйка. Имеет младшую сестру Меридит. В 1986 его семья переехала в Веро Бич, Флорида, где он обучался в одной школе с Энди Роддиком и Джесси Левайном.

## Спортивная карьера

### Начало карьеры
Фиш начал профессиональную карьеру в 2000 году в возрасте 18-ти лет. Первым турниром в туре ATP для него стал турнир серии Мастерс в Майами, где он дошёл до второго раунда. В июне того же года выиграл первый турнир из самой младшей серии ITF Futures, а в июле уже сумел дойти до четвертьфинала на турнире в Ньюпорте на которой он получил специальное приглашение от организаторов. Также по приглашению в августе 2000 года он дебютировал Турнире серии Большого шлема Открытом чемпионате США, но уступил уже в первом раунде.
В марте 2001 на турнире в Скоттсдейле дошёл до четвертьфинала. В матче второго раунда этого турнира он впервые сыграл против теннисиста из первой десятки. Им был Томас Энквист, которого Марди переиграл 6-2, 5-7, 6-4. В апреле 2002 года совместно с Энди Роддиком выигрывает первый парный титул ATP на турнире в Хьюстоне. Первую встречу против действующим первым номером в мире сыграл в июне 2002 года против Ллейтона Хьюитта в матче второго раунда в Лондоне (уступил 5-7, 3-6). В июле того же года дошёл до четвертьфинала в Ньюпорте. В августе побеждает на турнире из серии ATP Challenger в Бронксе и доходит до четвертьфинала в Лонг-Айленде. Это позволяет ему впервые подняться в первую сотню в мировом рейтинге. В 2002 сумел выиграть ещё один Challenger в Сан-Антонио.

### 2003—2004
В начале 2003 года дошёл до четвертьфинала в Сиднее и третьего раунда на Открытом чемпионате Австралии. В обоих случаях в матчах второго раунда ему удалось переиграть 5-го в мире на тот момент испанца Карлоса Мойю. В феврале попадает в четвертьфинал в Мемфисе. В марте он впервые вышел в финал одиночного разряда на турнире ATP. Произошло это на турнире в Делрей-Бич. Такого же результата ему удалось достичь в июне на травяном турнире в Ноттингеме. В августе Марди Фиш успешно выступил на Мастерсе в Цинциннати. Обыграв таких теннисистов как Марк Филиппуссис, Ксавье Малисс, Арно Клеман, Давид Налбандян и Райнер Шуттлер, он дошел до финала этого престижного турнира. В решающем матче он уступил Энди Роддику 6-4, 6-7(3), 6-7(4). В октябре ему удается выиграть свой первый одиночный титул ATP. На турнире в Стокгольме в финале Фиш переиграл местного теннисиста Робина Сёдерлинга 7-5, 3-6, 7-6(4). 2003 год он завершает в первой двадцатке.
Первый матч в 2004 году Фиш выиграет в феврале на турнире в Сан-Хосе, где он сумел дойти до финала. В полуфинале того турнира ему удается переиграть Андре Агасси. В решающей встрече он вновь уступает Энди Роддику. Также в феврале он дошёл до полуфинала в Мемфисе. В июне попадает в финал на турнире Халле, где уступает № 1 Роджеру Федереру. Самое главное достижение этого сезона происходит с Марди Фишом на Летних Олимпийских играх в Афинах. На теннисном турнире в соревнованиях мужского одиночного разряда ему удается дойти до финала и завоевать для своей страны серебряную медаль.
История выступления на Олимпийском турнире 2004 года
| Стадия | Соперник (посев)    | Рейтинг | Счёт                    |
| 1 круг | Йонас Бьоркман      | 33      | 7-6(7), 1-0 — отказ     |
| 2 круг | Хуан Карлос Ферреро | 7       | 4-6, 7-6(5), 6-4        |
| 3 круг | Максим Мирный       | 67      | 6-3, 4-6, 6-1           |
| 1/4    | Михаил Южный        | 45      | 6-3, 6-4                |
| 1/2    | Фернандо Гонсалес   | 21      | 3-6, 6-3, 6-4           |
| Финал  | Николас Массу       | 14      | 3-6, 6-3, 6-2, 3-6, 4-6 |

После своего сенсационного выступления на Олимпиаде Марди не смог достойным образом завершить сезон. Ни на одном турнире он не продвигался дальше второго раунда. По итогу 2004 года занял 37-е место в рейтинге. В самом конце сезона выступил за сборную США в финальной встрече Кубка Дэвиса, которую американцы уступили Испании с общим счётом 2-3.

### 2005—2007

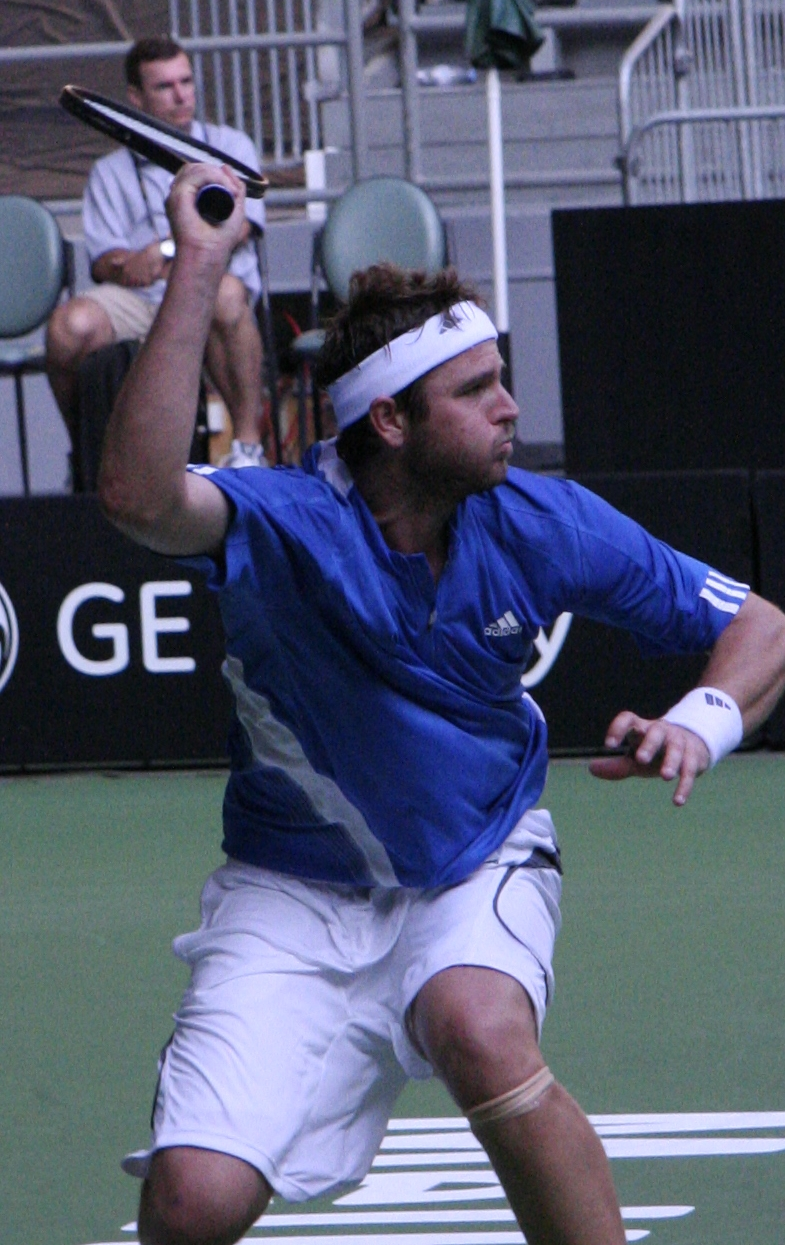
Марди Фиш на Открытом чемпионате Австралии-2007

Сезон 2005 года сложился для Фиша катастрофически неудачно. У него в этом сезоне отрицательный баланс встреч 7-11. Проиграв в конце августа в первом раунде Открытого чемпионата США Иво Карловичу, Марди закончил для себя выступления в сезоне. Пропуск последней части был обусловлен травмой левого запястья.
В результате по итогам года он занял лишь 225-е место в рейтинге.
Продолжил свои выступление в конце января 2006 года, но до начала апреля не мог преодолеть стадию первых раундов. В апреле ем удалось выиграть на турнире Challenger в Таллахасси, а затем завоевать свой второй одиночный титул ATP. Произошло это на турнире в Хьюстоне. Выиграв в июне ещё один Challenger в Лондоне он возвращается в первую сотню в мировом рейтинге. В июле 2006 дважды Фиш дважды попал в четвертьфинал на турнирах в Ньюпорте и Вашингтоне. И ещё раз он дошёл до этой стадии в октябре на турнире в Меце. Завершил сезон 2006 года он на 47-м месте.
2007 год начинается для Марди успешно. Для начала он достигает полуфинала на турнире в Окленде. Затем на Открытом чемпионате Австралии он впервые для себя выходит в четвертьфинал на турнире из серии Большого шлема. В феврале стоит отметить выход в четвертьфинал в Сан-Хосе и полуфинал в Мемфисе. Дальше его результаты вновь пошли на спад. Преодолеть барьер первых раундов ему удалось лишь однажды. В августе Фиш вышел в финал турнира в Нью-Хейвене. Несмотря на не стабильные выступления, сезон заканчивает лучше, чем предыдущий, заняв 39-е место.

### 2008—2009

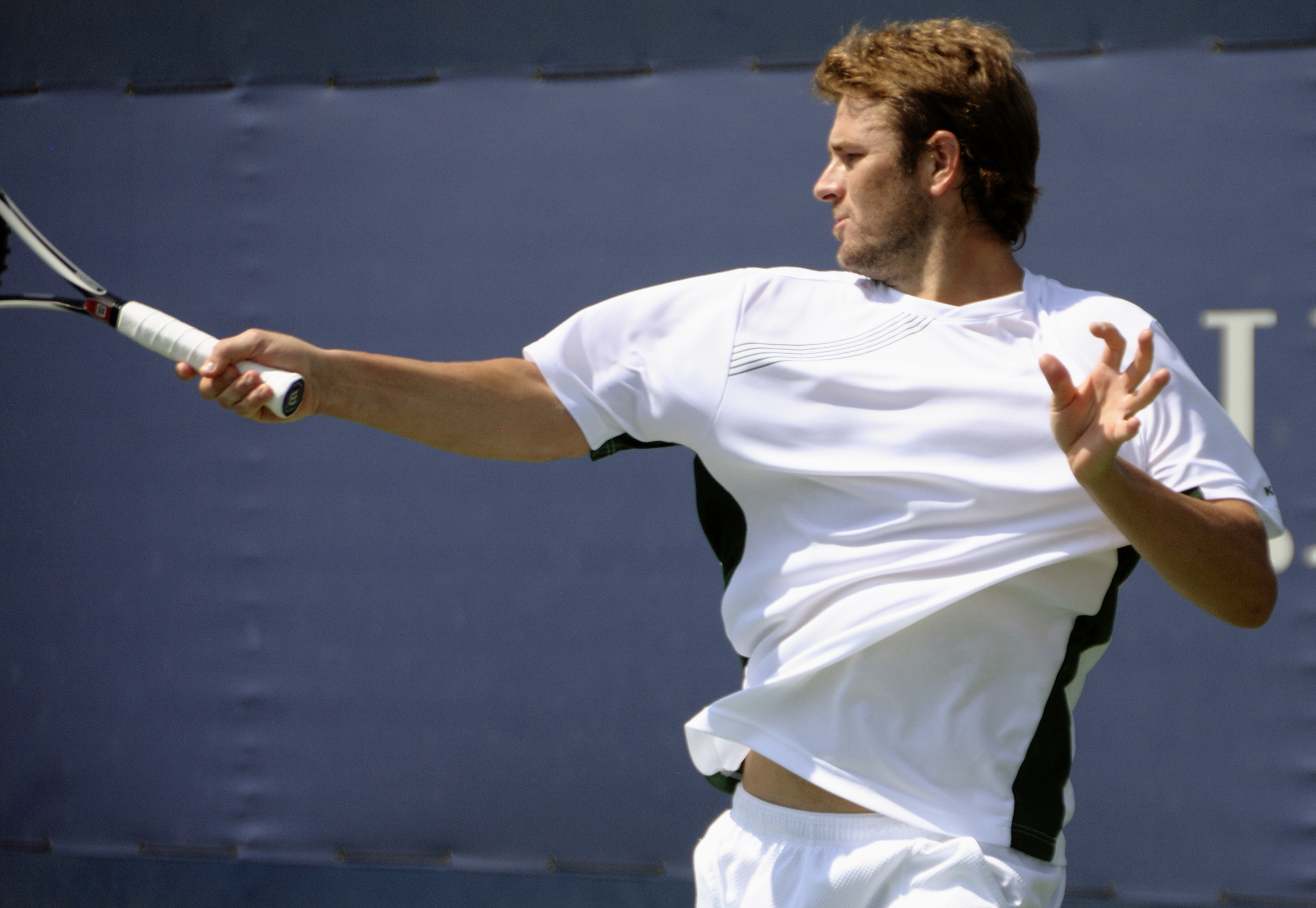
Марди Фиш на Открытом чемпионате США-2009

В начале 2008 года принимает участие в командном турнире Кубок Хопмана, на котором, представляя вместе с Сереной Уильямс и Меган Шонесси команду США, ему удается завоевать титул. Первые в сезоне четвертьфиналы сыграл в Сан-Хосе и Делрей-Бич. Почти покинув пределы первой сотни, в марте 2008 года ему удается удивить многих специалистов выходом в финал на Мастерсе в Индиан-Уэллсе. В полуфинале Фиш неожиданно легко 6-3, 6-2 обыграл первую ракету мира Роджера Федерера. На своем пути ко всему прочему ему удалось переиграть двух теннисистов из первой десятки: № 4 Николая Давыденко и № 7 Давида Налбандяна. В решающем матче он уступил Новаку Джоковичу 2-6, 7-5, 3-6. Этот результат подвинул Фиша в рейтинге на 58 строчек вверх сразу на 40-е место.
В дальнейшем по ходу сезона, как это уже с Фишом не раз бывало, в результатах наблюдалось затишье. Лишь в апреле он попадает в четвертьфинал турнира в Хьюстоне. Набирать спортивную форму Фиш стал к Открытому чемпионату США. Для начала в августе он дошёл до полуфинала в Лос-Анджелесе и (как и в прошлом году) сыграл в финальном матче на турнире в Нью-Хейвене. На самом открытом чемпионате США ему впервые удалось достичь четвертьфинальной стадии. В конце сезона сыграл лишь на двух турнирах, дважды останавливаясь во втором раунде и по итогу стал 24-м.
В феврале 2009 года Фиш попал в финал турнира в Сан-Хосе, но уступает в борьбе за титул Радеку Штепанеку. Реабилитируется он на турнире в Делрей-Бич, где он завоевал свой третий в карьере одиночный титул ATP. С Энди Роддиком он завоевал титул на Мастерсе в Индиан-Уэллсе в парном разряде. В дальнейшем ничем особо примечательным по результатам 2009 год для Фиша не запомнился. Лишь в Эшториле, Лондоне и Лос-Анджелесе он доходит до стадии четвертьфинала, а после выступления в Нью-Хейвене из-за травмы ребра закончил свои выступления в сезоне.

### 2010—2011
В начале 2010 года отметился выходом в полуфинал на турнире в Сиднее. В феврале того же результат добился в Делрей-Бич. В июне на травяном турнире в Лондоне сумел пройти в финал. На пути к нему в матче третьего раунда ему удалось переиграть 4-го в мире Энди Маррея 6-4, 1-6, 7-6(2). В финале Марди Фиш уступил соотечественнику Сэму Куэрри. Удачно для него месяцем стал июль, когда Фиш победил сразу на двух турнирах. Сначала в Ньюпорте, а затем в Атланте. В августе ему во второй раз в карьере удалось дойти до финала на Мастерсе в Цинциннати, где он как первый раз (в 2003 году) уступает. На этот раз он проиграл Роджеру Федереру. На Открытом чемпионате США Фиш остановился в четвёртом раунде. По итогам года он занял самое высокое в карьере место в рейтинге 16-е место.
В 2011 году Фиш можно сказать приобрел необходимую для себя стабильность в выступлениях на турнирах Мирового тура. В феврале он дошёл до полуфинала в Мемфисе и Делрей-Бич. В марте того же результата он добивается на Мастерсе в Майами. В грунтовой части сезона отметился четвертьфиналом в Хьюстоне и скромным, но тем не менее лучшим для себя результатом на Открытом чемпионате Франции третьим раундом.
Уимблдонский турнир порадовал Фиша победой над прошлогодним финалистом Томашом Бердыхом и выходом в четвертьфинал, что также стало его лучшим результатом. В июле ему удалось первый раз защитить свой титул. Произошло это на турнире в Атланте. В Лос-Анджелесе он дошёл до финала, но уступил латышскому теннисисту Эрнесту Гулбису. В начале августа он вновь попадает финал уже на более престижном турнире, а именно Мастерсе в Монреале. Уступил он только лишь, проводящему феноменальный сезон, первому в мире Новаку Джоковичу. Это выступление позволяет достичь Фишу высшей в своей карьере строчки в мировом рейтинге 7-го места. В Цинциннати в его активе победы над Николаем Давыденко, Ришаром Гаске, Рафаэлем Надалем и как итог выход в полуфинал турнира. На Открытом чемпионате США Фиш второй год подряд доходит до четвёртого раунда.
Лучшим выступлением после чемпионата в США для Фиша стал полуфинал в Токио. По итогам своих выступлений в 2011 отобрался на Итоговой турнир, где не смог выйти из группы, проиграв все три матча. Сезон Фиш завершил 8-м в мире.

### 2012—2015
Сезон Марди Фиш начинает на Открытом чемпионате Австралии, где он уступил в матче второго раунда Мэттью Эбдену. Также во втором раунде он уступал в феврале на турнирах в Марселе и Дубае. Мэттью Эбдену он вновь проиграл в матче третьего раунда в Индиан-Уэллсе. Первый раз преодолеть первые раунды ему удалось на Мастерсе в Майами, где он сумел выйти в четвертьфинал.
23 мая 2012 ему была сделана операция на сердце. Но несмотря на это, он всё же играет как сеяный игрок (№ 12) на Уимблдоне, и дойдя до четвёртого раунда уступает Тсонге. После этого принимает решение отказаться от участия в Олимпийских играх в Лондоне. В августе он смог дойти до полуфинала турнира в Вашингтоне, а затем до четвертьфиналов на Мастерсах в Торонто и Цинциннати. На Открытом чемпионате США Марди добрался до четвёртого раунда, но не вышел на матч против Роджера Федерера из-за плохого самочуствия, позже Фиш признал, что это было вызвано приступом приступом панической атаки.
Вернулся к выступлениям Фиш только в марте 2013 года и сыграл за два месяца только на двух турнирах. Ещё одну попытку к полноценному возвращению он предпринял летом, когда сыграл уже четыре турнира, но затем опять не имел игровой практики. Он пропустил весь 2014 год из-за приступов панической атаки после операции на сердце в 2012 году. 2015 год стал последним в карьере американского теннисиста. Он сыграл на четырёх турнирах в США, последним из которых стал турнир серии Большого шлема. На кортах Нью-Йорка Марди смог выиграть матч первого раунда против Марко Чеккинато, а последний матч в карьере сыграл с испанцем Фелисиано Лопесом и проиграл ему в пяти сетах.

## Рейтинг на конец года
| Год  | Одиночный рейтинг | Парный рейтинг |
| 2015 | 423               | 741            |
| 2013 | 373               | 125            |
| 2012 | 27                | 731            |
| 2011 | 8                 | 120            |
| 2010 | 16                | 46             |
| 2009 | 55                | 19             |
| 2008 | 24                | 88             |
| 2007 | 39                | 136            |
| 2006 | 47                | 123            |
| 2005 | 225               | 138            |
| 2004 | 37                | 97             |
| 2003 | 20                | 203            |
| 2002 | 84                | 92             |
| 2001 | 141               | 115            |
| 2000 | 305               | 375            |

По данным официального сайта ATP на последнюю неделю года.

## Выступления на турнирах

### Финалы Олимпийских турниров в одиночном разряде (1)

#### Поражения (1)
| №  | Год  | Турнир        | Покрытие | Соперник в финале | Счет                |
| 1. | 2004 | Афины, Греция | Хард     | Николас Массу     | 3-6 6-3 6-2 3-6 4-6 |

### Финалы турнировATPв одиночном разряде (20)

#### Победы (6)
| Титулы (до/после 2009)                                    |
| --------------------------------------------------------- |
| Турниры Большого Шлема (0)                                |
| Олимпиада (0)                                             |
| Кубок Мастерс / Финал Мирового тура (0)                   |
| Турниры серии Masters / Мировой тур Мастерс 1000 (0+1*)   |
| ATP International series Gold / Мировой тур ATP 500 (0+2) |
| ATP International series / Мировой тур ATP 250 (6+5)      |

| Титулы по покрытиям | Титулы по месту проведения матчей турнира |
| ------------------- | ----------------------------------------- |
| Хард (4+5*)         | Зал (1+3)                                 |
| Грунт (1+2)         | Зал (1+3)                                 |
| Трава (1+1)         | Открытый воздух (5+5)                     |
| Ковёр (0)           | Открытый воздух (5+5)                     |

* количество побед в одиночном разряде + количество побед в парном разряде.
| №  | Дата            | Турнир            | Покрытие | Соперник в финале | Счёт           |
| 1. | 26 октября 2003 | Стокгольм, Швеция | Хард(i)  | Робин Сёдерлинг   | 7-5 3-6 7-6(4) |
| 2. | 16 апреля 2006  | Хьюстон, США      | Грунт    | Юрген Мельцер     | 3-6 6-4 6-3    |
| 3. | 1 марта 2009    | Делрей-бич, США   | Хард     | Евгений Королёв   | 7-5 6-3        |
| 4. | 11 июля 2010    | Ньюпорт, США      | Трава    | Оливье Рохус      | 5-7 6-3 6-4    |
| 5. | 25 июля 2010    | Атланта, США      | Хард     | Джон Изнер        | 4-6 6-4 7-6(4) |
| 6. | 24 июля 2011    | Атланта, США (2)  | Хард     | Джон Изнер        | 3-6 7-6(6) 6-2 |

#### Поражения (14)
| №   | Дата            | Турнир                    | Покрытие | Соперник в финале | Счёт                |
| 1.  | 9 марта 2003    | Делрей-Бич, США           | Хард     | Ян-Майкл Гэмбилл  | 0-6 6-7(5)          |
| 2.  | 22 июня 2003    | Ноттингем, Великобритания | Трава    | Грег Руседски     | 3-6 2-6             |
| 3.  | 17 августа 2003 | Цинциннати, США           | Хард     | Энди Роддик       | 6-4 6-7(3) 6-7(4)   |
| 4.  | 15 февраля 2004 | Сан-Хосе, США             | Хард(i)  | Энди Роддик       | 6-7(13) 4-6         |
| 5.  | 13 июня 2004    | Халле, Германия           | Трава    | Роджер Федерер    | 0-6 3-6             |
| 6.  | 22 августа 2004 | Олимпиада, Афины          | Хард     | Николас Массу     | 3-6 6-3 6-2 3-6 4-6 |
| 7.  | 25 августа 2007 | Нью-Хейвен, США           | Хард     | Джеймс Блейк      | 5-7 4-6             |
| 8.  | 23 марта 2008   | Индиан-Уэллс, США         | Хард     | Новак Джокович    | 2-6 7-5 3-6         |
| 9.  | 23 августа 2008 | Нью-Хейвен, США (2)       | Хард     | Марин Чилич       | 4-6 6-4 2-6         |
| 10. | 15 февраля 2009 | Сан-Хосе, США (2)         | Хард(i)  | Радек Штепанек    | 6-3 4-6 2-6         |
| 11. | 13 июня 2010    | Лондон, Великобритания    | Трава    | Сэм Куэрри        | 6-7(3) 5-7          |
| 12. | 22 августа 2010 | Цинциннати, США (2)       | Хард     | Роджер Федерер    | 7-6(5) 6-7(1) 4-6   |
| 13  | 31 июля 2011    | Лос-Анджелес, США         | Хард     | Эрнест Гулбис     | 7-5 4-6 4-6         |
| 14  | 14 августа 2011 | Монреаль, Канада          | Хард     | Новак Джокович    | 2-6 6-3 4-6         |

### Финалычелленджерови фьючерсов в одиночном разряде (10)

#### Победы (5)
| Титулы             |
| Челленджеры (4+5*) |
| Фьючерсы (1+1)     |

| Титулы по покрытиям | Титулы по месту проведения матчей турнира |
| ------------------- | ----------------------------------------- |
| Хард (4+5*)         | Зал (0+3)                                 |
| Грунт (0+1)         | Зал (0+3)                                 |
| Трава (1)           | Открытый воздух (5+3)                     |
| Ковёр (0)           | Открытый воздух (5+3)                     |

* количество побед в одиночном разряде + количество побед в парном разряде.
| №  | Дата            | Турнир                   | Покрытие | Соперник в финале | Счёт        |
| 1. | 2 июля 2000     | Лашине, Канада           | Хард     | Николас Тодеро    | 4-0 — отказ |
| 2. | 18 августа 2002 | Бронкс, США              | Хард     | Денис Голованов   | 1-6 6-1 7-5 |
| 3. | 27 октября 2002 | Сан-Антонио, США         | Хард     | Джек Брасингтон   | 6-3 7-5     |
| 4. | 9 апреля 2006   | Таллахасси, США          | Хард     | Зак Флейсман      | 7-5 7-6(6)  |
| 5. | 11 июня 2006    | Сербитон, Великобритания | Трава    | Уэсли Муди        | 6-2 7-6(1)  |

#### Поражение (5)
| №  | Дата            | Турнир              | Покрытие | Соперник в финале | Счёт           |
| 1. | 14 января 2001  | Авентура, США       | Хард     | Томас Дюпр        | 6-4 3-6 6-7(4) |
| 2. | 14 октября 2001 | Кервилл, США        | Хард     | Алекс Ким         | 3-6 6-3 4-6    |
| 3. | 3 ноября 2002   | Тайлер, США         | Хард     | Пол Голдстейн     | 7-6(4) 4-6 3-6 |
| 4. | 17 ноября 2002  | Ноксвилл, США       | Хард     | Мартин Веркерк    | 3-6 4-6        |
| 5. | 13 мая 2006     | Туника-Ресортс, США | Грунт(i) | Диего Хартфилд    | 4-6 4-6        |

### Финалы турнировATPв парном разряде (11)

#### Победы (8)
| №  | Дата            | Турнир            | Покрытие | Партнёр      | Соперники в финале                 | Счёт              |
| 1. | 28 апреля 2002  | Хьюстон, США      | Грунт    | Энди Роддик  | Ян-Майкл Гэмбилл Грейдон Оливер    | 6-4 6-4           |
| 2. | 15 февраля 2004 | Сан-Хосе, США     | Хард(i)  | Джеймс Блейк | Рик Лич Брайан МакФи               | 6-2 7-5           |
| 3. | 18 апреля 2004  | Хьюстон, США (2)  | Грунт    | Джеймс Блейк | Рик Лич Брайан МакФи               | 6-3 6-4           |
| 4. | 13 июля 2008    | Ньюпорт, США      | Трава    | Джон Изнер   | Рохан Бопанна Айсам-уль-Хак Куреши | 6-4 7-6(1)        |
| 5. | 22 февраля 2009 | Мемфис, США       | Хард(i)  | Марк Ноулз   | Тревис Перротт Филип Полашек       | 7-6(7) 6-1        |
| 6. | 22 марта 2009   | Индиан-Уэллс, США | Хард     | Энди Роддик  | Максим Мирный Энди Рам             | 3-6 6-1 [14-12]   |
| 7. | 14 февраля 2010 | Сан-Хосе, США (2) | Хард(i)  | Сэм Куэрри   | Беньямин Беккер Леонардо Майер     | 7-6(3) 7-5        |
| 8. | 8 августа 2010  | Вашингтон, США    | Хард     | Марк Ноулз   | Томаш Бердых Радек Штепанек        | 4-6 7-6(7) [10-7] |

#### Поражения (3)
| №  | Дата            | Турнир         | Покрытие | Партнёр        | Соперники в финале           | Счёт           |
| 1. | 26 февраля 2006 | Мемфис, США    | Хард(i)  | Джеймс Блейк   | Крис Хаггард Иво Карлович    | 6-0 5-7 [5-10] |
| 2. | 15 мая 2011     | Рим, Италия    | Грунт    | Энди Роддик    | Джон Изнер Сэм Куэрри        | Без игры       |
| 3. | 4 августа 2013  | Вашингтон, США | Хард     | Радек Штепанек | Жюльен Беннето Ненад Зимонич | 6-7(5) 5-7     |

### Финалычелленджерови фьючерсов в парном разряде (10)

#### Победы (6)
| №  | Дата           | Турнир         | Покрытие | Партнёр        | Соперники в финале          | Счёт        |
| 1. | 3 декабря 2000 | Урбана, США    | Хард(i)  | Тейлор Дент    | Ноам Бер Майкл Расселл      | Без игры    |
| 2. | 14 января 2001 | Авентура, США  | Хард     | Джефф Мориссон | Томас Блейк Эрик Дрю        | Без игры    |
| 3. | 7 октября 2001 | Талса, США     | Хард     | Джефф Мориссон | Джефф Кутзе Шон Рудман      | 6-2 6-3     |
| 4. | 18 ноября 2001 | Ноксвилл, США  | Хард(i)  | Джефф Мориссон | Брендон Купе Келли Джиллетт | 6-3 6-0     |
| 5. | 1 декабря 2001 | Урбана, США    | Хард(i)  | Джефф Мориссон | Пауль Роснер Габриэль Трифу | 6-3 5-7 6-4 |
| 6. | 12 мая 2002    | Бирмингем, США | Грунт    | Джефф Мориссон | Пауль Роснер Гленн Вайнер   | 6-4 7-6(4)  |

#### Поражения (4)
| №  | Дата            | Турнир           | Покрытие | Партнёр        | Соперники в финале           | Счёт              |
| 1. | 25 июня 2000    | Монреаль, Канада | Хард     | Бо Хадж        | Жайме Фильол Микаэль Джессап | 3-6 0-6           |
| 2. | 5 ноября 2000   | Лас-Вегас, США   | Хард     | Энди Роддик    | Джефф Кутзе Маркос Ондруска  | 7-6(9) 6-7(6) 1-6 |
| 3. | 14 октября 2001 | Кервилл, США     | Хард     | Джефф Мориссон | Брендон Хаук Роберт Кендрик  | 3-6 7-6(7) 3-6    |
| 4. | 11 ноября 2001  | Тайлер, США      | Хард     | Джефф Мориссон | Стивен Хасс Пауль Роснер     | 4-6 2-6           |

### Финалы командных турниров (2)

#### Победы (1)
| №  | Год  | Турнир        | Команда                           | Соперник в финале              | Счёт в финале |
| -- | ---- | ------------- | --------------------------------- | ------------------------------ | ------------- |
| 1. | 2008 | Кубок Хопмана | США · М.Фиш, М.Шонесси, С.Уильямс | Сербия · Н.Джокович, Е.Янкович | 3-2           |

#### Поражения (1)
| №  | Год  | Турнир       | Команда                                 | Соперник в финале                                   | Счёт в финале |
| -- | ---- | ------------ | --------------------------------------- | --------------------------------------------------- | ------------- |
| 1. | 2004 | Кубок Дэвиса | США М.Фиш, Э.Роддик, Б.Брайан, М.Брайан | Испания К.Мойя, Р.Надаль, Х. К. Ферреро, Т .Робредо | 2-3           |

## История выступлений на турнирах
| Турнир                       | 2000          | 2001          | 2002          | 2003          | 2004          | 2005          | 2006          | 2007          | 2008          | 2009                    | 2010                    | 2011                    | 2012                    | 2013                    | 2015                    | Итог   | В/П за карьеру |
| ---------------------------- | ------------- | ------------- | ------------- | ------------- | ------------- | ------------- | ------------- | ------------- | ------------- | ----------------------- | ----------------------- | ----------------------- | ----------------------- | ----------------------- | ----------------------- | ------ | -------------- |
| Турниры Большого Шлема       |               |               |               |               |               |               |               |               |               |                         |                         |                         |                         |                         |                         |        |                |
| Открытый чемпионат Австралии | -             | -             | 2Р            | 3Р            | 1Р            | 2Р            | -             | 1/4           | 3Р            | 3Р                      | 1Р                      | 2Р                      | 2Р                      | -                       | -                       | 0 / 10 | 14-10          |
| Открытый чемпионат Франции   | -             | К             | К             | 1Р            | -             | 1Р            | -             | -             | 2Р            | 1Р                      | 2Р                      | 3Р                      | -                       | -                       | -                       | 0 / 6  | 4-6            |
| Уимблдон                     | -             | 1Р            | К             | 3Р            | 2Р            | -             | 3Р            | 1Р            | 1Р            | 3Р                      | 2Р                      | 1/4                     | 4Р                      | -                       | -                       | 0 / 10 | 15-10          |
| Открытый чемпионат США       | 1Р            | 1Р            | 2Р            | 2Р            | 2Р            | 1Р            | 2Р            | 2Р            | 1/4           | -                       | 4Р                      | 4Р                      | 4Р                      | -                       | 2Р                      | 0 / 13 | 19-12          |
| Итог                         | 0 / 1         | 0 / 2         | 0 / 2         | 0 / 4         | 0 / 3         | 0 / 3         | 0 / 2         | 0 / 3         | 0 / 4         | 0 / 3                   | 0 / 4                   | 0 / 4                   | 0 / 3                   | 0 / 0                   | 0 / 1                   | 0 / 39 |                |
| В/П в сезоне                 | 0-1           | 0-2           | 2-2           | 5-4           | 2-3           | 1-3           | 3-2           | 5-3           | 7-4           | 4-3                     | 5-4                     | 10-4                    | 7-2                     | 0-0                     | 1-1                     |        | 52-38          |
| Итоговые турниры             |               |               |               |               |               |               |               |               |               |                         |                         |                         |                         |                         |                         |        |                |
| Финал мирового тура ATP      | -             | -             | -             | -             | -             | -             | -             | -             | -             | -                       | -                       | Группа                  | -                       | -                       | -                       | 0 / 1  | 0-3            |
| Олимпийские игры             |               |               |               |               |               |               |               |               |               |                         |                         |                         |                         |                         |                         |        |                |
| Летняя олимпиада             | -             | Не проводился | Не проводился | Не проводился | II            | Не проводился | Не проводился | Не проводился | -             | Не проводился           | Не проводился           | Не проводился           | -                       | НП                      | НП                      | 0 / 1  | 5-1            |
| Турниры Мастерс              |               |               |               |               |               |               |               |               |               |                         |                         |                         |                         |                         |                         |        |                |
| Индиан-Уэллc                 | -             | 2Р            | 1Р            | -             | 4Р            | 2Р            | 3Р            | 2Р            | Ф             | 2Р                      | 2Р                      | 2Р                      | 3Р                      | 3Р                      | 1Р                      | 0 / 13 | 15-13          |
| Майами                       | 2Р            | -             | 2Р            | 3Р            | 2Р            | 2Р            | 2Р            | -             | 1Р            | 2Р                      | 4Р                      | 1/2                     | 1/4                     | -                       | -                       | 0 / 11 | 16-11          |
| Монте-Карло                  | -             | -             | -             | 1Р            | -             | -             | -             | -             | -             | -                       | -                       | -                       | -                       | -                       | -                       | 0 / 1  | 0-1            |
| Мадрид                       | -             | -             | -             | 3Р            | 2Р            | -             | 2Р            | 1Р            | 2Р            | 2Р                      | 2Р                      | 1Р                      | -                       | -                       | -                       | 0 / 8  | 7-8            |
| Рим                          | -             | -             | -             | 2Р            | -             | -             | -             | 1Р            | 2Р            | 2Р                      | -                       | 3Р                      | -                       | -                       | -                       | 0 / 5  | 5-5            |
| Торонто/Монреаль             | -             | -             | -             | 1Р            | -             | -             | -             | -             | 1Р            | -                       | -                       | Ф                       | 1/4                     | -                       | -                       | 0 / 4  | 6-4            |
| Цинциннати                   | 1Р            | K             | K             | Ф             | 1Р            | -             | 2Р            | 1Р            | 1Р            | -                       | Ф                       | 1/2                     | 1/4                     | 1Р                      | 2Р                      | 0 / 11 | 18-11          |
| Шанхай                       | Не проводился | Не проводился | Не проводился | Не проводился | Не проводился | Не проводился | Не проводился | Не проводился | Не проводился | -                       | -                       | 2Р                      | -                       | -                       | -                       | 0 / 1  | 0-1            |
| Париж                        | -             | -             | -             | 1Р            | 2Р            | -             | K             | 2Р            | -             | -                       | -                       | 3Р                      | -                       | -                       | -                       | 0 / 4  | 3-4            |
| Гамбург                      | -             | -             | -             | 1Р            | -             | -             | -             | 1Р            | 1Р            | Не турнир серии Мастерс | Не турнир серии Мастерс | Не турнир серии Мастерс | Не турнир серии Мастерс | Не турнир серии Мастерс | Не турнир серии Мастерс | 0 / 3  | 0-3            |
| Статистика за карьеру        |               |               |               |               |               |               |               |               |               |                         |                         |                         |                         |                         |                         |        |                |
| Проведено финалов            | 0             | 0             | 0             | 4             | 3             | 0             | 1             | 1             | 2             | 2                       | 4                       | 3                       | 0                       | 0                       | 0                       |        | 20             |
| Выиграно турниров АТП        | 0             | 0             | 0             | 1             | 0             | 0             | 1             | 0             | 0             | 1                       | 2                       | 1                       | 0                       | 0                       | 0                       |        | 6              |
| В/П: всего                   | 3-4           | 5-8           | 11-11         | 39-25         | 29-20         | 6-11          | 22-18         | 24-23         | 32-23         | 21-17                   | 40-14                   | 43-25                   | 21-11                   | 4-5                     | 2-4                     |        | 302-219        |
| Σ % побед                    | 43 %          | 38 %          | 50 %          | 61 %          | 59 %          | 35 %          | 55 %          | 51 %          | 58 %          | 55 %                    | 74 %                    | 63 %                    | 66 %                    | 44 %                    | 33 %                    |        | 58 %           |

К — проигрыш в квалификационном турнире.